# Levamisole
El levamisole, és un fàrmac pel tractament de les infeccions pels cucs paràsits. Específicament s'usa en la ascariasis i contra els cucs-ganxo. Es pren via oral.
Els efectes secundaris comuns inclouen el dolor abdominal, vòmits, mal de cap i el mareig.
El levamisole va ser descobert el 1966.